# Xã Elkhorn, Quận Plymouth, Iowa
Xã Elkhorn (tiếng Anh: Elkhorn Township) là một xã thuộc quận Plymouth, tiểu bang Iowa, Hoa Kỳ. Năm 2010, dân số của xã này là 202 người.